# Коефіцієнт галуження (фізика)
Коефіціє́нт галу́ження або коефіціє́нт розгалу́ження — відносна ймовірність розпаду квантовомеханічної системи (частинки, атомного ядра, збудженого стану атома або молекули тощо) за даним каналом розпаду. Дорівнює відношенню парціальної сталої розпаду цим каналом до загальної сталої розпаду: ri = λi / λ. Наприклад, радіоактивний калій-40 може зазнавати радіоактивного розпаду за трьома каналами:
- бета-мінус-розпад (40K → 40Ca + e− + νe),
- електронне захоплення (40K + e− → 40Ar + νe),
- позитронний розпад (40K → 40Ar + e+ + νe).

Перший канал розпаду характеризується коефіцієнтом галуження 89,28 ± 0,13 %. Для двох інших каналів (з утворенням аргону-40) сумарний виміряний коефіцієнт галуження дорівнює 10,72 ± 0,13 %. Відомо також, що коефіцієнт галуження для третього, рідкісного каналу, дорівнює 0,001 %. Отже, зі 100 000 розпадів калію-40 у середньому близько 89 280 розпадів відбуваються з випромінюванням електрона, близько 10 720 розпадів — із захопленням орбітального електрона і лише один розпад — із вильотом позитрона.
Знання коефіцієнтів галуження ri та загального періоду напіврозпаду {\displaystyle T_{1/2}} системи дає змогу визначити для конкретного каналу розпаду парціальний період напіврозпаду {\displaystyle T_{1/2}^{(i)}} (або парціальний час життя {\displaystyle \tau _{i}=1/\lambda _{i}=T_{1/2}^{(i)}/\ln 2}):
{\displaystyle T_{1/2}^{(i)}=T_{1/2}/r_{i}},
τi = τ / ri ,
де τ = 1 / λ — загальний час життя системи з урахуванням розпадів за всіма каналами. Очевидно, що парціальний період напіврозпаду завжди більший або дорівнює загальному періоду напіврозпаду (оскільки коефіцієнт галуження, як будь-яка ймовірність, має за визначенням величину від нуля до одиниці). Так, період напіврозпаду калію-40 дорівнює 1,248 млрд років; отже, парціальний період напіврозпаду за β−-каналом дорівнює {\displaystyle T_{1/2}^{(\beta ^{-})}=T_{1/2}/0.8928\approx 1,398{\text{ млрд років}}} млрд років, а за каналом з утворенням аргону-40 (сума каналів з електронним захопленням і позитронним розпадом) {\displaystyle T_{1/2}^{(\epsilon e^{+})}=T_{1/2}/0.1072\approx 11,64{\text{ млрд років}}}.